# Operacja Odyssey Dawn
Operacja Odyssey Dawn była osobnym kodem udziału wyłącznie sił USA w zbiorowej – militarnej operacji reagowania kryzysowego w Libii rozpoczętej 19 marca 2011 roku przez wydzielone siły zbrojne koalicji państw w skład której wchodzą Stany Zjednoczone, Holandia, Norwegia, Katar, Dania, Zjednoczone Emiraty Arabskie, Hiszpania, oraz Włochy. Zgodna z Rezolucją 1973 ONZ. Odyssey Dawn  była kampanią ataku z powietrza, morza i lądu, prowadzoną w celu ochrony cywilów przed „brutalnymi krokami” (działania policyjne) podejmowanymi przez wojsko Mu’ammara al-Kaddafiego przeciwko rebelii na wschodzie Libii, opartej na mieście Bengazi. Działania miały doprowadzić do objęcia władzy przez powstańców. Dowódcą operacji został admirał Samuel J. Locklear na pokładzie okrętu dowodzenia USS „Mount Whitney” (LCC-20).

## Przebiegdziałań
31 marca 2011 pełną odpowiedzialność za operacje nad Libią przejęło NATO, które prowadziło operację Unified Protector.

## Siły amerykańskie
- United States Navy:
  - okręt dowodzenia USS „Mount Whitney”[6]
  - okręt desantowy USS „Kearsarge”
  - okręt desantowy-dok USS „Ponce”
  - niszczyciel rakietowy USS „Barry”
  - niszczyciel rakietowy USS „Stout”
  - okręt podwodny USS „Providence”
  - okręt podwodny USS „Scranton”
  - okręt podwodny USS „Florida”
  - 1 samolot walki elektronicznej EA-18G Growler
- United States Air Force[7]
  - 3 bombowce strategiczne B-2 Spirit
  - 4 myśliwce F-15E Strike Eagle
  - 8 myśliwców F-16C Fighting Falcon
- United States Marine Corps[8]
  - 26th Marine Expeditionary Unit
  - 4 myśliwce AV-8B Harrier II